# Anna Langfus

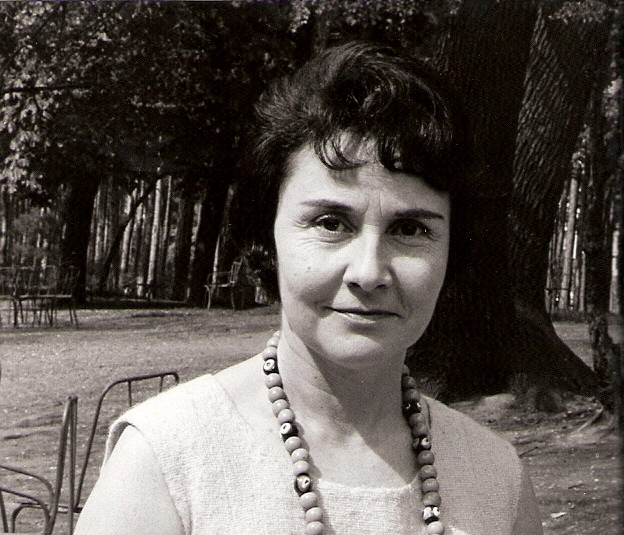
Anna Langfus, 1966

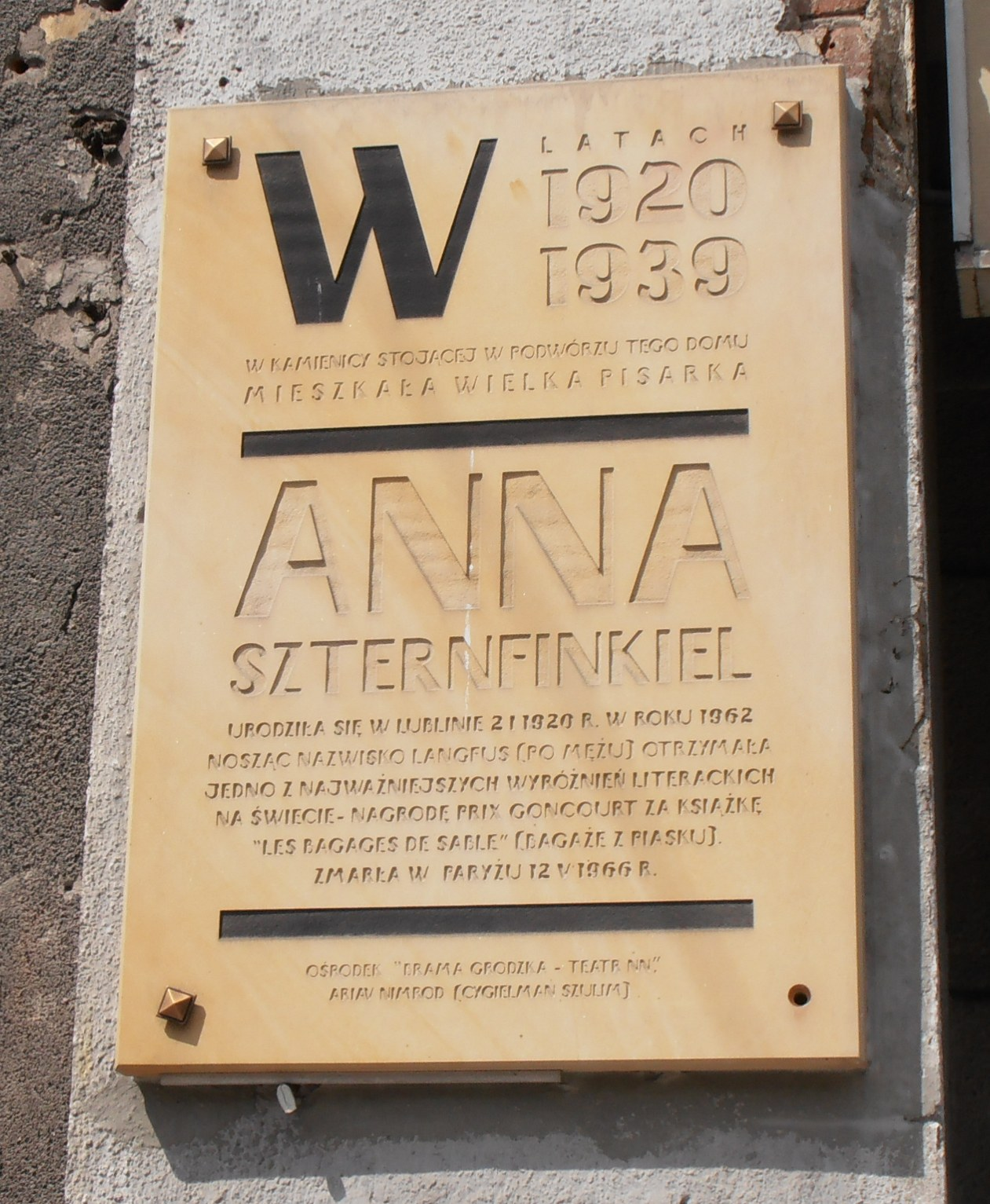
Plakette in Lublin

Anna Langfus (geboren 2. Januar 1920 in Lublin, Polen als Anna-Regina Szternfinkiel; gestorben 12. Mai 1966 in Paris) war eine polnisch-französische Schriftstellerin. Im Zentrum ihrer Arbeit stand der intime Zeugenbericht über die Shoa – den Holocaust – mit den Möglichkeiten der literarischen Fiktion.

## Leben
Anna-Regina Szternfinkiel wurde als Tochter einer assimilierten jüdischen Familie des mittleren Bürgertums geboren. Bereits im Alter von 15 Jahren veröffentlichte sie in polnischen Zeitschriften Kurzgeschichten. Mit dem wachsenden Antisemitismus in Polen war ihr seit 1937 der Zugang zur Universität verwehrt. Am Gymnasium erlernte sie die französische Sprache. Nach dem Abitur ging sie zusammen mit ihrem ebenfalls jüdischen Ehemann Jakob Reis (auch Jakub Rajs) an die Polytechnische Hochschule im belgischen Verviers und studierte dort Mathematik. 
Beim deutschen Überfall auf Polen 1939 befand sich das Paar in den Ferien in Polen und wurde fortan im Zuge der Repressionen der deutschen Besatzer gegen die jüdische Bevölkerung den schlimmsten Verfolgungen ausgesetzt. Beide wurden in das Ghetto von Lublin deportiert. Eine Flucht scheiterte. Szternfinkiel und ihr Mann wurden als russische Spione verdächtigt und gefoltert. Später wurde ihr Ehemann ebenso wie ihre Eltern ermordet. Ihr Mann starb vor ihren Augen. Sie floh erneut und schloss sich der polnischen Heimatarmee an, wobei sie selbst dort ihre jüdische Herkunft verschweigen musste.
Nach dem Einmarsch der Roten Armee Anfang 1945 kehrte sie nach Lublin zurück und war dort aber nicht willkommen. 1946 verließ sie Polen und ließ sich in Frankreich nieder, wo sie zunächst in einem Waisenhaus arbeitete und später als Mathematiklehrerin in Rueil-Malmaison tätig war. Sie wohnte in Paris und Pantin und heiratete Aron Langfus (1910–1995) aus Lublin, den sie bereits aus Polen kannte. Sie zogen 1960 nach Sarcelles und das Paar bekam eine Tochter – Maria. In ihrer neuen Heimat engagierte sie sich kulturell und nahm an den Aktivitäten verschiedener jüdischer Institutionen teil. Sie trat der Gruppe Französisches Judentum bei, mit der sie nach Israel fuhr und unter anderem die Holocaust-Gedenkstätte Yad Vashem in Jerusalem besuchte.
Als eine der ersten jüdischen und weiblichen Überlebenden der Shoa begann sie in französischer Sprache ihre literarische Arbeit über ihre Erfahrungen von Verfolgung, Ermordung und Überleben. In Frankreich entstanden bis zu ihrem frühen Tod drei Romane sowie mindestens zwei Theaterstücke und mehrere Hörspiele. Anna Langfus starb unerwartet im Alter von 46 Jahren an einem Herzanfall. Sie wurde im jüdischen Teil des Friedhofs Bagneux begraben.

## Auszeichnungen
- 1960 Prix Charles Veillon für den Roman Le Sel et le Soufre[3]
- 1962 Prix Goncourt für den Roman Les Bagages de sable[3]

## Werke
- Les Lépreux. Theaterstück, 1952 (Uraufführung 1956; Regie: Sasha Pitoëff[3])
  - Die Leprösen.
- Amos ou les fausses esperances. Theaterstück. Uraufführung 1963 in Brüssel 
  - Amos oder die falschen Hoffnungen.
- Le Sel et le Soufre. Galimard, Paris 1960
  - Salz und Schwefel. Übers. Martha Johanna Hofmann. Lucas Cranach, München 1964. Erweiterte Neuausgabe: Autonomie und Chaos, Berlin 2023, ISBN 978-3-945980-87-3 PDF
- Les Bagages de sable. Galimard, Paris 1962  
  - Gepäck aus Sand. Übers. Yvonne Meier-Haas, Piper, München 1964
  - Gepäck aus Sand. Aus dem Französischen und mit einem Nachwort von Patricia Klobusiczky, Berlin : Die Andere Bibliothek, Januar 2025, ISBN 978-3-8477-0481-2
- Saute, Barbara. Gallimard, Paris 1965 (nur franz. verlegt)
- Der letzte Zeuge. Hörspiel. Hessischer Rundfunk 1966 (Regie: Fränze Roloff)
- Guide juif de France. von Roger Berg, unter Mitarbeit von Anna Langfus. Edition Migdal